# Hyundai Nexo
Hyundai Nexo – wodorowy samochód osobowy typu SUV klasy średniej produkowany pod południowokoreańską marką Hyundai od 2018 roku. Od 2025 roku produkowana jest druga generacja pojazdu.

## Pierwsza generacja

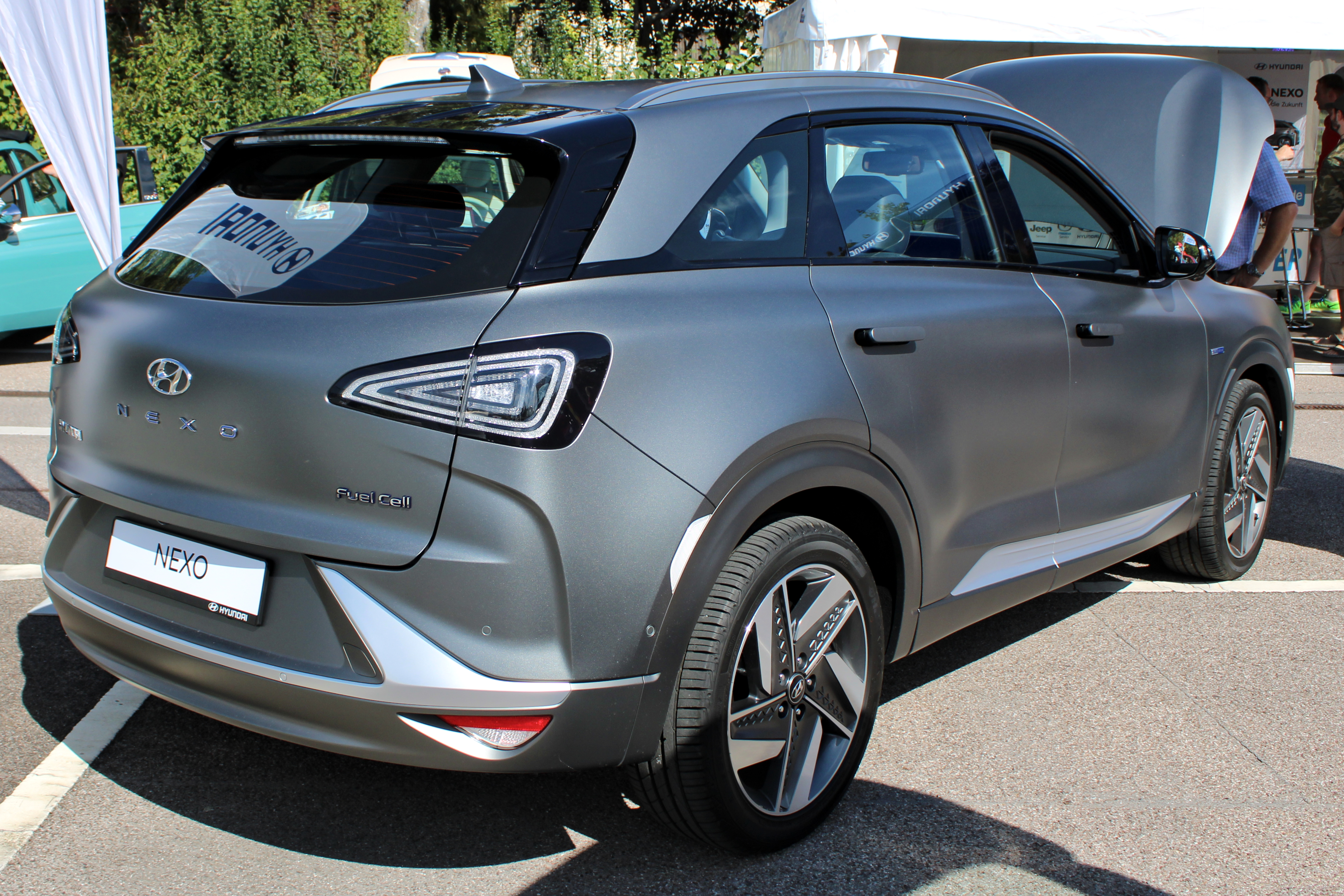
Hyundai Nexo I - tył

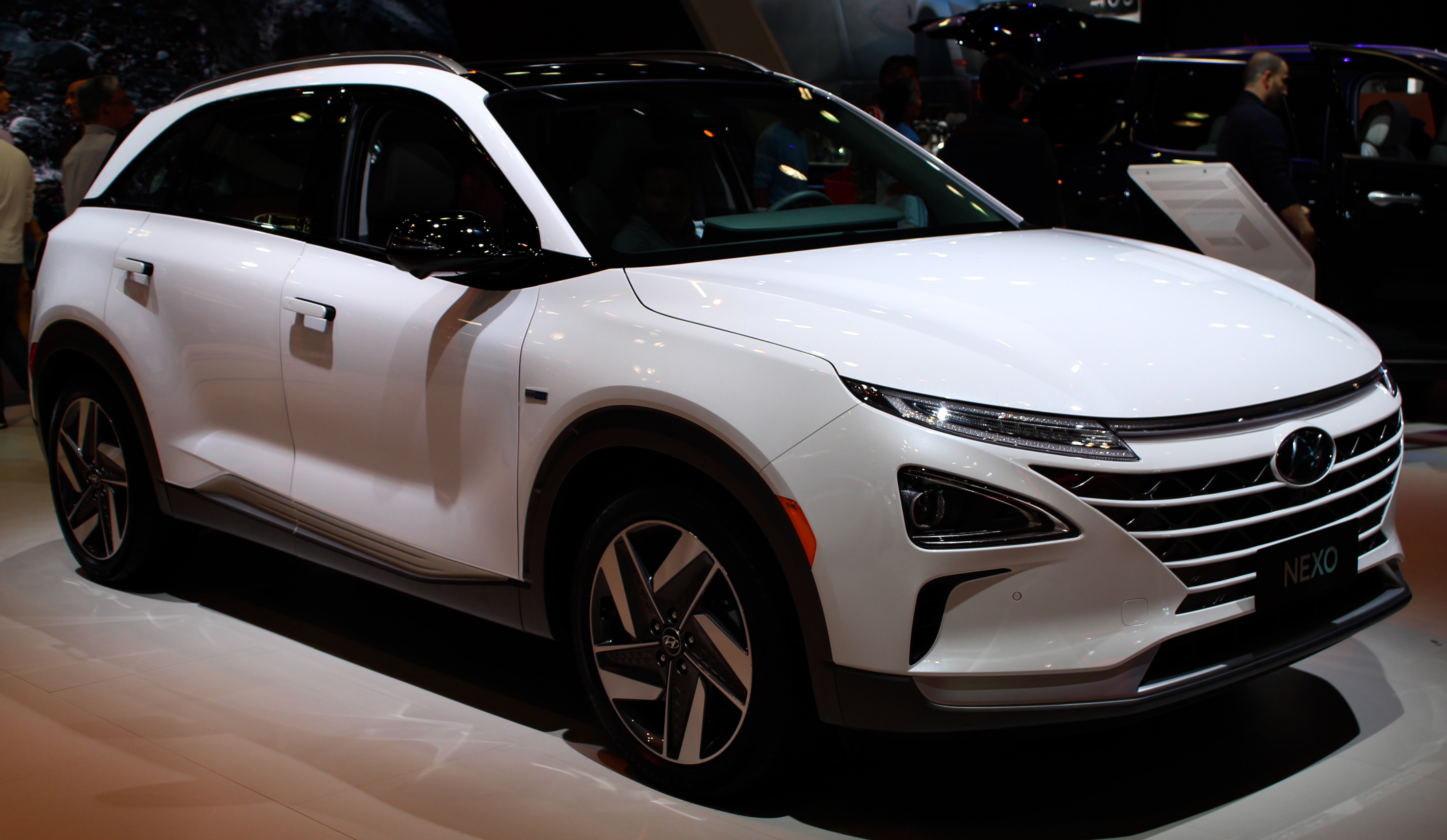
amerykański Hyundai Nexo I

Pierwsza oficjalna prezentacja pojazdu miała miejsce podczas targów elektroniki użytkowej CES w Las Vegas w styczniu 2018 roku. Pojazd zbudowany został na specjalnie przystosowanej do specyfiki układu napędowego płycie podłogowej.
Stylistycznie pojazd nawiązuje do zaprezentowanego w 2017 roku studyjnego modelu Hyundai FE Concept, wyróżniając się dwupoziomowym oświetleniem podobnym do innych SUV-ów Hyundaia. Nadwozie pojazdu otrzymało aerodynamiczną sylwetkę mającą nawiązywać do płynąego strumienia wody, która jest jedynym produktem podczas zużycia paliwa pojazdu. Współczynnik oporu powietrza nadwozia wynosi 0,329.

### Sprzedaż
Z racji stosunkowo bardzo niewielkiej, w skali globalnej, infrastruktury umożliwiającej ładowanie samochodów o napędzie wodorowym, Hyundai uruchomił sprzedaż Nexo na bardzo ograniczonej liczbie rynków państw rozwiniętych. W przypadku Ameryki Północnej, pojazd dostępny był tylko w amerykańskim stanie Kalifornia. W Europie dostępność pojazdu została ograniczona z kolei do państw Skandynawskich i zachodnioeuropejskich, takich jak Dania, Norwegia, Niemcy, Wielka Brytania czy Holandia.

### Wersje wyposażeniowe
- Blue
- Limited

W zależności od wybranej wersji wyposażeniowej, auto wyposażone może być m.in. w elektryczne sterowanie szyb, elektryczne sterowanie lusterek, 12,3-calowy ekran multimedialny ukazujący system nawigacji satelitarnej, dane o zużyciu energii, interfejs systemu rozrywki oraz system sterowania klimatyzacją, a także m.in. 7-calowy, cyfrowy ekran wskaźników, wielofunkcyjną kierownicę, skórzaną tapicerkę wykonaną ze skóry ekologicznej, asystenta utrzymywania pasa ruchu, system aktywnego monitorowania martwego pola, asystenta zapobiegającego czołowemu zderzeniu oraz asystenta automatycznego parkowania, 8-głośnikowy system nagłośnienia KRELL, dach panoramiczny, podgrzewane i wentylowane siedzenia oraz podgrzewane koło kierownicy.

### Dane techniczne

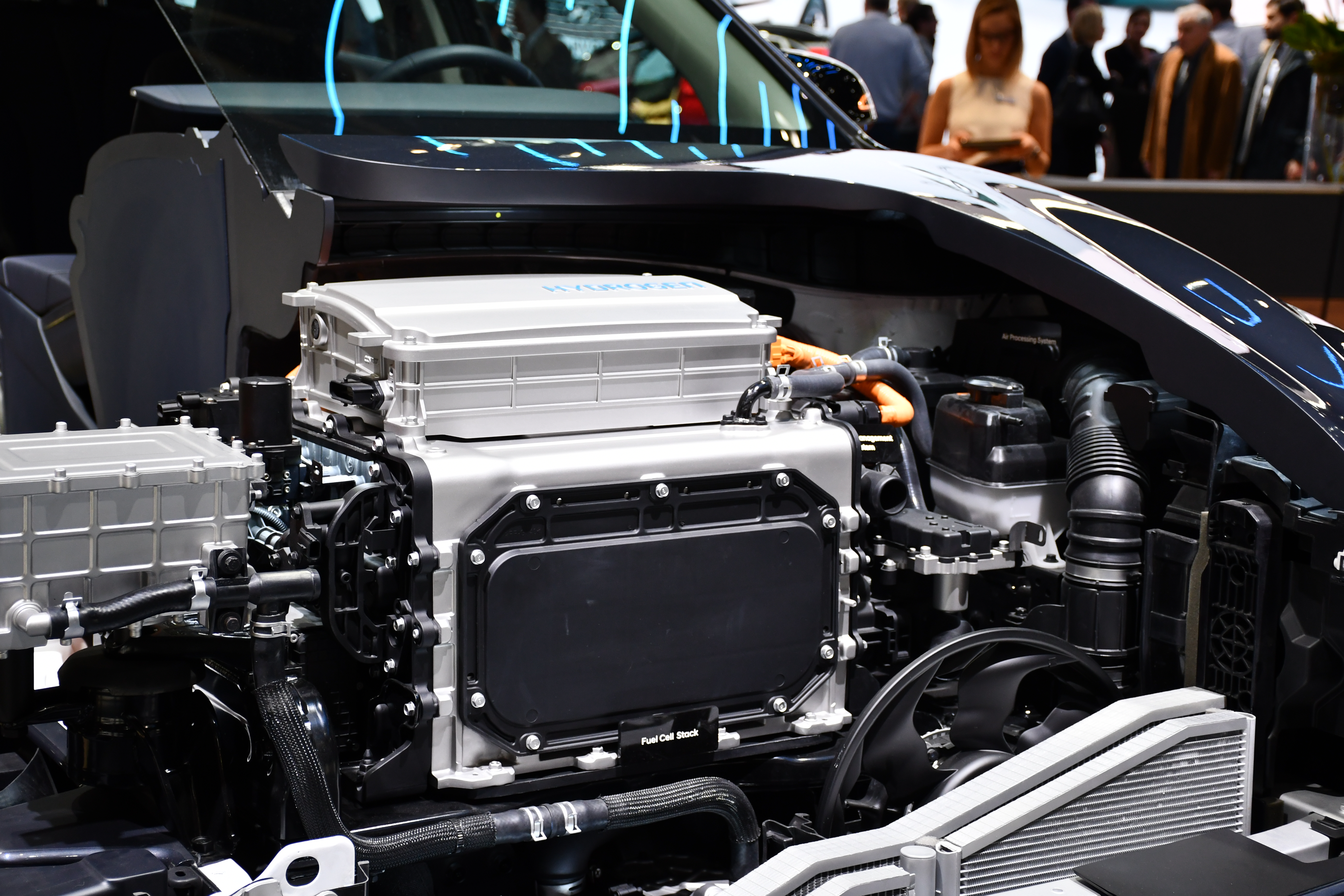
Ogniwa paliwowe w Nexo I

Pojazd napędzany jest wodorowymi ogniwami paliwowymi oraz silnikiem elektrycznym o mocy 161 KM (120 kW). Wodór znajduje się w trzech zbiornikach wykonanych z włókna węglowego umieszczonych pod podłogą tylnej części nadwozia pojazdu o łącznej pojemności 6,3 kg (156,6 l), a litowo-jonowe akumulatory jednostki elektrycznej w komorze bagażnika.
Samochód, dzięki testom drogowym przeprowadzonym w Szwecji, został przystosowany do uruchamiana silnika w temperaturze sięgającej -30 stopni Celsjusza. Wydajność ogniw paliwowych, których jest 440 pojazdu oraz czas napełniania zbiornika wodorem wynoszący 5 minut pozwala na przejechanie w zależności od wersji pojazdu, do 666 km. Prędkość maksymalna pojazdu wynosi 179 km/h, a przyśpieszenie od 0 do 100 km/h osiąga w czasie 9,2 s.

## Druga generacja

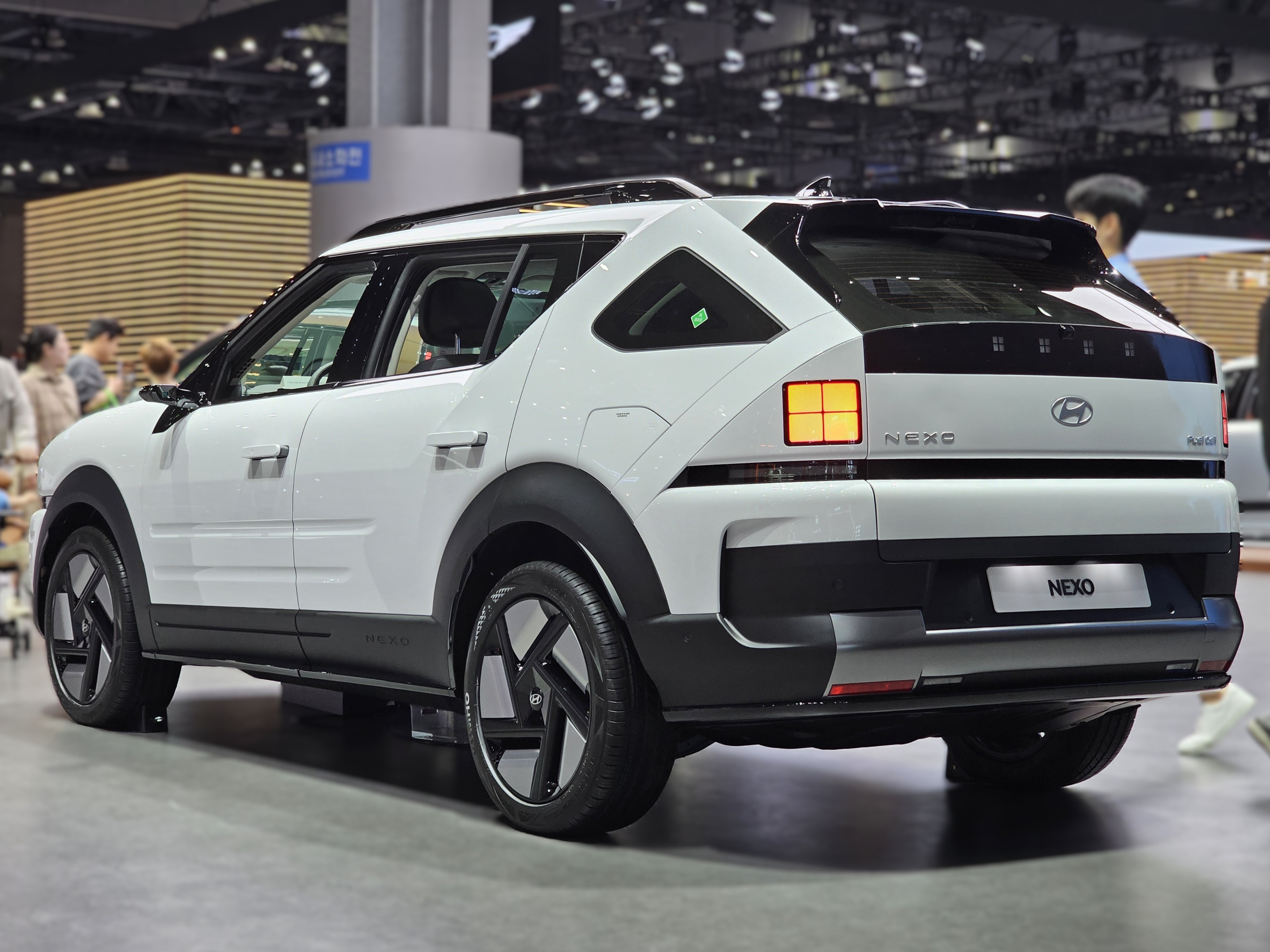
Hyundai Nexo II - tył

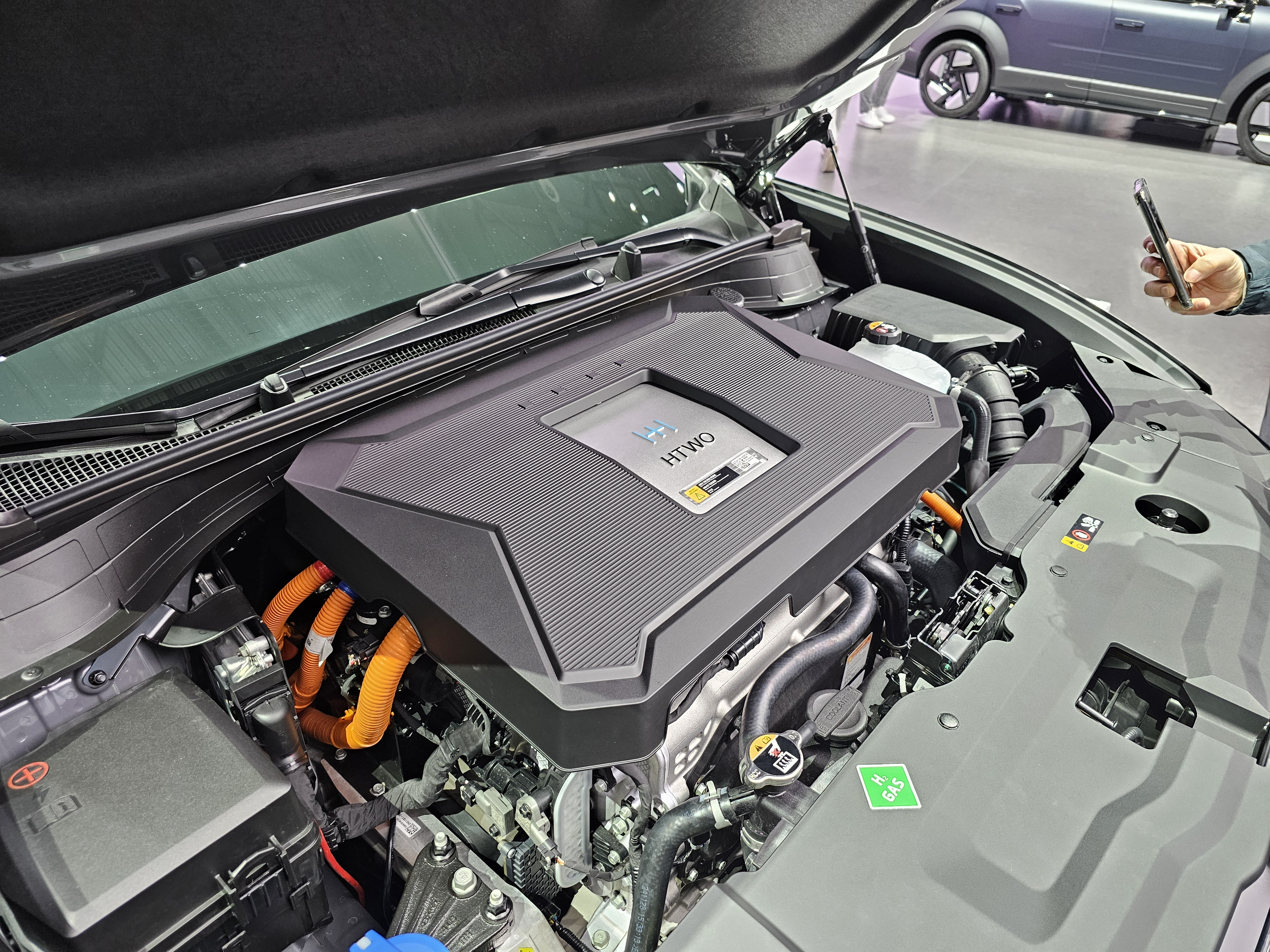
Ogniwa paliwowe w Nexo II

Hyundai Nexo II został zaprezentowany po raz pierwszy w 2025 roku.
Stylistycznie samochód nawiązuje do zaprezentowanego jesienią 2024 roku koncepcyjnego modelu Hyundai Initium. Wewnątrz pojazd jest podobny do modelu Ioniq 6, wyróżniając się zmodyfikowanymi lusterkami oraz kamerą. Przednie światła i tylna lampa zespolona posiadają lampę HWTO, która stanowi symbol wzoru cząsteczkowego wodoru i marki wodorowej HWTO.

### Sprzedaż
Podobnie jak w przypadku poprzednika Hyundai zdecydował się drugą generację Nexo na ograniczonej liczbie rynków państw rozwiniętych. Jeśli chodzi o Amerykę Północną pojazd będzie dostępny tylko w stanie Kalifornia. W Europie dostępność pojazdu zostanie ograniczona do m.in Polski oraz państw Europy Zachodniej.

### Dane techniczne
Druga generacja jest napędzana ogniwami paliwowymi oraz silnikiem elektrycznym o mocy 204 KM (150 kW). Prędkość maksymalna pojazdu podobnie jak poprzednika wynosi 179 km/h, a przyśpieszenie od 0 do 100 km/h osiąga w ciągu 7,8 s. Wodór jest umieszczony w trzech zbiornikach o łącznej pojemności 168,6 l. Maksymalny zasięg pojazdu wynosi ponad 690 km.

## Ciekawostki
- Hyundai Nexo był pierwszym przetestowanym w historii Euro NCAP pojazdem o napędzie wodorowym. Otrzymał najwyższą ocenę bezpieczeństwa w teście zderzeniowym – 5 gwiazdek[13].